# Geaya speciosa
Geaya speciosa is een hooiwagen uit de familie Sclerosomatidae.